# Juan José García Granero
Juan José García Granero (Madrid, 26 aprile 1981) è un ex calciatore spagnolo, di ruolo centrocampista.

## Caratteristiche tecniche
Può ricoprire diversi ruoli a centrocampo.

## Carriera
Nato a Madrid, inizia a giocare nelle giovanili del Real Madrid ma, giovanissimo, si trasferisce con la famiglia a Saragozza ed entra nelle giovanili del Real Saragozza. Dal 2000 al 2003 milita nel Real Saragozza B, nel campionato di Segunda División B, ben figurando. La sua crescita fu interrotta da un grave infortunio al ginocchio, che lo costrinse a non giocare per circa un anno, quando era sul punto di venire aggregato definitivamente alla prima squadra.
Nella stagione 2003-2004 viene ceduto all'Elche, in Segunda División, per fare esperienza. Esordisce il 6 settembre 2003, giocando per 88 minuti prima di essere sostituito da David Cuéllar in una partita finita 1-1 contro il Levante. Nella partita successiva viene espulso per doppia ammonizione. Il 2 novembre realizza il primo gol in Segunda División, mettendo a segno il gol del 2-1 nella partita giocata contro la Ciudad de Murcia e terminata 2-2. A metà campionato, con l'arrivo dell'argentino Óscar Ruggeri in panchina, viene escluso dalla squadra titolare, accusato, come altri giocatori in prestito, di non essere abbastanza motivato. Conclude la stagione con trenta presenze e tre gol. Nella stagione 2004-2005 torna a Saragozza e il 21 novembre 2004 esordisce in Primera División, quando l'allenatore Víctor Muñoz lo manda in campo al posto del giovane Alberto Zapater nel finale della partita di campionato persa per 1-0 alla Romareda contro il Maiorca. Colleziona altre tre presenze in campionato, sempre partendo dalla panchina, contro Getafe, Villarreal e Osasuna.
A fine stagione rimane svincolato e passa allo Xerez, in Segunda División.
Allenato da Luis Lucas Alcaraz, esordisce il 27 agosto, alla prima giornata di campionato, entrando in campo al posto di Ismael Santiago nel secondo tempo della partita vinta per 2-1 contro la squadra filiale del Real Madrid. Conclude la stagione con 28 presenze e un gol, realizzato alla settima giornata, in occasione della vittoria per 6-2 in casa della Ciudad de Murcia. Nella stagione 2006-2007 colleziona una sola presenza con gli andalusi, subentrando a Pedro Ríos in occasione della vittoria casalinga per 3-1 contro il Ponferradina, poi si trasferisce al Vecindario, altra squadra della Segunda División. Con la squadra dell'isola di Gran Canaria, alla prima esperienza in Segunda División della sua storia, debutta il 4 febbraio 2007, in occasione di un pareggio a reti inviolate contro il CD Castellón. Colleziona 12 presenze senza gol e la squadra termina il campionato in ultima posizione. García Granero decide quindi di trasferirsi in Grecia, per giocare con lo Ionikos, squadra appena retrocessa in Beta Ethniki, la seconda serie del campionato greco, dopo 13 stagioni consecutive in massima serie. Con la squadra del Pireo gioca 27 partite e segna un gol, contribuendo al raggiungimento del quinto posto in campionato.
Nella stagione successiva torna in Spagna, di nuovo alle Canarie, per giocare nell'Universidad de Las Palmas de Gran Canaria Club de Fútbol, squadra della Segunda B. Esordisce il 1º marzo 2009, alla 27ª giornata di campionato, subentrando nel finale a Fabricio Ronchetti in occasione della vittoria per 2-1 contro il Real Madrid Castilla. Nella partita successiva viene espulso. Dopo il turno di squalifica gioca nove partite consecutive, fino alla fine del campionato. Il 15 marzo segna il suo unico gol stagionale, portando in vantaggio la sua squadra nella partita vinta per 2-0 contro il Mérida UD.
Nella stagione 2009-2010 gioca in Segunda B con il Leganés. Esordisce il 10 gennaio e nella partita successiva viene espulso. Conclude la stagione con 15 presenze e due cartellini rossi ricevuti. Dopo una breve esperienza al Cerro Reyes, squadra dell'Estremadura con sede a Badajoz, passa all'Alcobendas Sport, in Tercera División.
Nel 2012 passa al Club Deportivo San Fernando de Henares. Si ritira nel 2014.

## Palmarès

### Club

#### Competizioni nazionali
- Supercoppa di Spagna: 1

Real Saragozza: 2004